# Perioada Köprülü

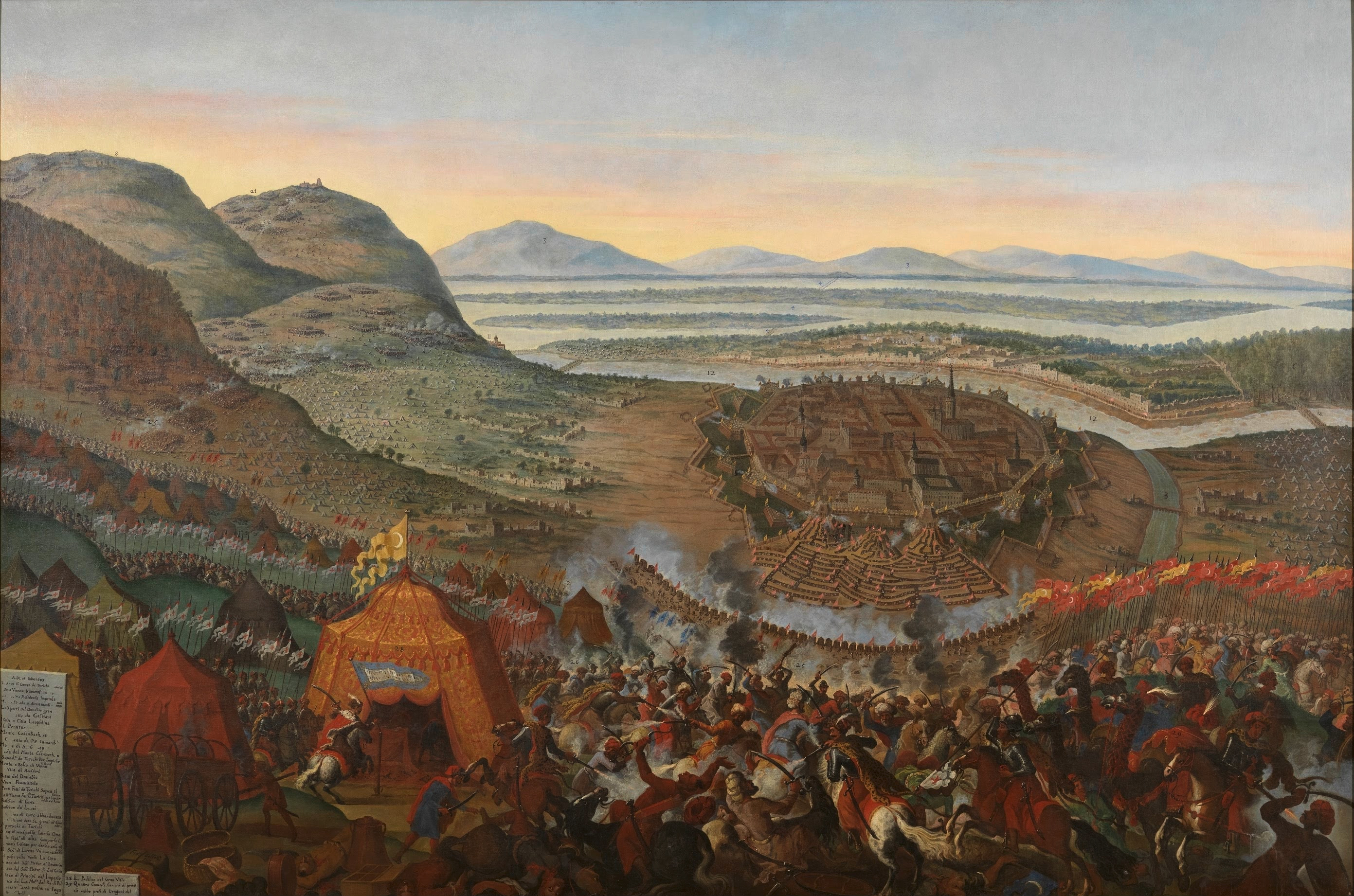
Al doilea asediu al Vienei, 1683.

Perioada Köprülü (în limba albaneză: Epoka Kypriljotëve) (1656–1703) a fost o perioadă în Istoria Imperiului Otoman  în care conducerea statului a fost în mâinile marilor viziri din familia Köprülü . Familia Köprülü avea origini albaneze și a dat o serie remarcabilă de membri ai birocrației otomane. Marii viziri din familia Köprülü  s-au remarcat prin ambiție și talentul organizatoric. Ei au reușit să reformeze birocrația imperială și armata otomană. 
Printre cei mai cunoscuți conducători ai acestei perioade au fost ultraconservatorul Mehmed Köprülü (1656–1661) și mai moderatul său fiu Fazıl Ahmed Köprülü (1661–1676). În timpul mandatului celor doi, imperiul s-a revigorat. În ciuda conflictelor interne în rândurile birocrației, și între birocrați și militari, Imperiul Otoman a prosperat în secolul al XVII-lea, și-a lărgit granițele (Creta, Ungaria, sudul Ucrainei și Podolia). 
Înfrângerea forțelor otomane comandate de marele vizir Kara Mustafa Pașa în timpul  asediului Vienei din 1683 de către creștini a fost un eveniment de importanță decisivă, care a schimbat raportul de forțe în favoarea puterilor europene. Prin Tratatul de la Karlowitz, care a pus capăt războaielor otomano-habsburgice, turcii cedau Transilvania și Moreea și Podolia. Această înfrângere a fost momentul care i-a obligat pentru prima oară să trateze Imperiul Austriac ca pe un partener egal de discuții. 
Ultimul mare vizir din familia Köprülü  a pierdut puterea în momentul în care sultanul Mustafa al II-lea  (care a domnit între 1695-1703) a fost forțat să abdice de ienicerii răsculați. Din acest moment, controlul efectiv al treburilor guvernamentale a trecut în mâinile comandanților militari. 
Perioada care a urmat, cea a domniei sultanului Ahmet al III-lea a rămas cunoscută drept  „Epoca Lalelei”, datorită popularității câștigate de cultivarea lalelelor în Constantinopol. 